# Động đất Badakhshan 2023
Động đất Badakhshan 2023 (tiếng Ba Tư: زمین‌لرزه ۲۰۲۳ بدخشان) là trận động đất xảy ra vào lúc 16:47:23 (UTC), ngày 21 tháng 3 năm 2023. Trận động đất có cường độ 6,5 Mw, tâm chấn độ sâu khoảng 187,6 km. Hậu quả trận động đất đã làm 21 người chết, 424 người bị thương.